# Orazberdy Chakimow
Orazberdy Chakimow (ros. Оразберды Хакимов, ur. 29 marca?/11 kwietnia 1902 w aule Chiarman-Gieokcza obecnie w wilajecie achalskim w Turkmenistanie, zm. 23 stycznia 1945 na Śląsku) – radziecki wojskowy, major, uhonorowany pośmiertnie tytułem Bohatera Związku Radzieckiego (1945).

## Życiorys
Urodził się w turkmeńskiej rodzinie chłopskiej. Miał wykształcenie podstawowe, pracował w gospodarstwie rolnym, od 1918 służył w Armii Czerwonej, brał udział w walce z basmaczami w Azji Środkowej. W 1932 skończył kursy dowódców plutonów w Taszkencie i został członkiem WKP(b), w 1936 skończył z wyróżnieniem kursy politruków w Nowoczerkasku, w 1941 uczył się na kursach doskonalenia kadry dowódczej przy wojskowej akademii w Moskwie; w momencie ataku Niemiec na ZSRR miał stopień kapitana. Od października 1941 uczestniczył w wojnie z Niemcami, był trzykrotnie ranny, w październiku 1944 został zastępcą dowódcy 36 gwardyjskiego pułku piechoty 14 Gwardyjskiej Dywizji Piechoty 5 Gwardyjskiej Armii 1 Frontu Ukraińskiego w stopniu majora. Szczególnie wyróżnił się podczas operacji wiślańsko-odrzańskiej. 19 stycznia 1945 wraz z jednym z batalionów pułku umiejętnie przeprowadził rozbicie niemieckiego oddziału w rejonie wsi Dąbrówka, 22 stycznia jako jeden z pierwszych sforsował Odrę i wraz z batalionem uchwycił przyczółek na lewym brzegu. Następnego dnia zginął podczas odpierania niemieckiego kontrataku. Został pochowany w Kędzierzynie.

## Odznaczenia
- Złota Gwiazda Bohatera Związku Radzieckiego (pośmiertnie, 27 czerwca 1945)
- Order Lenina (pośmiertnie, 27 czerwca 1945)
- Order Czerwonego Sztandaru
- Order Czerwonej Gwiazdy
- Medal jubileuszowy „XX lat Robotniczo-Chłopskiej Armii Czerwonej”